# Articulata
Articulata — єдиний сучасний підклас класу Crinoidea. 
Відрізняються від вимерлих підкласів  відсутністю анальної пластинки і наявністю ентоневральної системи. Articulata, як і інші голкошкірі мають радіальну симетрію. Стебло складається з численних дисків, що утримуються разом за допомогою зв'язок,воно підтримує чашку, чашка зроблена  з кальцевмісних пластин. У Коматулід, стебло розвивається після личинкової стадії. Articulata є пасивними в плані способу харчування.  В даний час існує 540 описаних видів Articulata, що поділяються на дві основні групи. Bourgueticrinida, які мають близько 15% відсотків відомих видів, і Comatulida.

## Еволюція
Articulata вперше з'явилися в тріасовому періоді, хоча інші, нині вимерлі групи морських лілій, виникли в ордовику.

## Класифікація
Articulata підрозділяються на наступні ряди та родини:
- Ряд   Comatulida
  - Підряд   Bourgueticrinina
    - Родина  Bathycrinidae Bather, 1899
    - Родина  Bourgueticrinidae Loriol, 1882
    - Родина  Phrynocrinidae AH Clark, 1907
    - Родина  Septocrinidae Mironov, 2000

  - Підряд   Comatulidina
    - надРодина  Antedonoidea Norman, 1865
      - Родина  Antedonidae Norman, 1865
      - Родина  Pentametrocrinidae AH Clark, 1908
      - Родина  Zenometridae AH Clark, 1909

    - надРодина  Atelecrinoidea Bather, 1899
      - Родина  Atelecrinidae Bather, 1899

    - надРодина  Comasteroidea AH Clark, 1908
      - Родина  Comasteridae AH Clark, 1908

    - надРодина  Comatulidina incertae sedis
    - надРодина  Mariametroidea AH Clark, 1909
      - Родина  Colobometridae AH Clark, 1909
      - Родина  Eudiocrinidae AH Clark, 1907
      - Родина  Himerometridae AH Clark, 1907
      - Родина  Mariametridae AH Clark, 1909
      - Родина  Zygometridae AH Clark, 1908

    - надРодина  Notocrinoidea Mortensen, 1918
      - Родина  Aporometridae HL Clark, 1938
      - Родина  Notocrinidae Mortensen, 1918

    - надРодина  Paracomatuloidea Hess, 1951 †
    - надРодина  Tropiometroidea AH Clark, 1908
      - Родина  Asterometridae Gislén, 1924
      - Родина  Calometridae AH Clark, 1911
      - Родина  Charitometridae AH Clark, 1909
      - Родина  Ptilometridae AH Clark, 1914
      - Родина  Thalassometridae AH Clark, 1908
      - Родина  Tropiometridae AH Clark, 1908

  - ПідРяд   Guillecrinina
    - Родина  Guillecrinidae Mironov & Sorokina, 1998
- Ряд   Cyrtocrinida
  - ПідРяд   Cyrtocrinina
    - Родина  Sclerocrinidae Jaekel, 1918
      - Рід Neogymnocrinus Hess, 2006
      - Рід Pilocrinus Jaekel, 1907 †

  - ПідРяд   Holopodina
    - Родина  Eudesicrinidae Bather, 1899
      - Рід Proeudesicrinus Améziane-Cominardi & Bourseau, 1990

    - Родина  Holopodidae Zittel, 1879
      - Рід Cyathidium Steenstrup, 1847
      - Рід Holopus Orbigny, 1837
- Ряд   Encrinida †
- Ряд   Hyocrinida
  - Родина  Hyocrinidae Carpenter, 1884
    - Рід Anachalypsicrinus AM Clark, 1973
    - Рід Belyaevicrinus (Mironov & Sorokina, 1998)
    - Рід Calamocrinus Agassiz, 1890
    - Рід Dumetocrinus Mironov & Sorokina, 1998
    - Рід Feracrinus Mironov & Sorokina, 1998
    - Рід Gephyrocrinus Koehler & Bather, 1902
    - Рід Hyocrinus Thomson, 1876
    - Рід Laubiericrinus Roux, 2004
    - Рід Ptilocrinus Clark, 1907
    - Рід Thalassocrinus AH Clark, 1911
- Ряд   Isocrinida
  - ПідРяд   Isocrinina
    - Родина  Cainocrinidae Simms, 1988
    - Родина  Isocrinidae Gislén, 1924
    - Родина  Isselicrinidae Klikushkin, 1977
    - Родина  Proisocrinidae Rasmussen, 1978

  - ПідРяд   Pentacrinitina †
- Ряд   Millericrinida †